# Lordi
Lordi — музичний англомовний гурт із Фінляндії. Грає в стилі мелодійний хард-рок/важкий метал. Переможці конкурсу Євробачення 2006, тоді вони набрали 292 бали. Це була перша перемога Фінляндії на Євробаченні.

## Історія та кар'єра
Lordi стали феноменом у Фінляндії завдяки платиновому дебютному альбому Get Heavy, що вийшов 2002 року. Їхня збірка The Monster Show, опублікована 2005 року, була випущена в більш ніж 20 країнах.
20 травня Lordi перемогли на Євробаченні 2006 з піснею «Hard Rock Hallelujah». Це стало першою перемогою Фінляндії на Євробаченні з часу її дебюту в 1961 році й станом на 2025 рік ця перемога залишається єдиною.
Наступний альбом — The Arockalypse, де, зокрема, є і пісня «Hard Rock Hallelujah», увійшов до офіційного фінського чарту на 5 місці і піднявся до 4 на другому тижні після виходу. В альбомі також взяли участь такі запрошені виконавці як Ді Снайдер і Джей Джей Френч, фронтмен і гітарист гурту Twisted Sister відповідно, колишній вокаліст Accept Удо Діркшнайдер, а також колишній гітарист Kiss Брюс Кулік. Альбом потрапив до німецького національного чарту під номером 55.

## Склад

### Чинні учасники
- Путаансуу, Томі|Tomi «Mr. Lordi» Putaansuu — вокал
- Jussi «Amen» Sydanmaa — гітара
- Samer «Ox» el Nahhal — бас-гітара
- Mana — ударні
- Hella — клавішні

### Колишні учасники
- Sami «G-stealer» Keinänen — бас-гітара (1996—1999)
- Sami «Magnum» Wolking — бас-гітара (1999—2002)
- Niko «Kalma» Hurme — бас-гітара (2002—2005)
- Erna «Enary» Siikavirta — клавішні (1997—2005)
- Sampsa «Kita» Astala — ударні (2000—2010)
- Tonmi «Otus» Lillman — ударні (2010—2012)
- Leena «Awa» Peisa[en] — клавішні (2005—2012), перед цим була учасницею гурту Dolchamar.

## Дискографії

### Альбоми
- Get Heavy (2002)
- The Monsterican Dream (2004)
- The Monster Show (Зведений альбом з «Get Heavy» та «Monsterican Dream» для продажу у Великій Британії) (2005)
- The Arockalypse (2006)
- Deadache (2008)
- Zombilation (2009)
- Babez For Breakfast (2010)
- Scarchives Vol. 1 (2012)
- To Beast or Not To Beast (2013)
- Scare Force One (2014)

### Сингли та EP
- «Would You Love a Monsterman?» (2002)
- «Devil is a Loser» (2003)
- «Blood Red Sandman» (EP) (2004)
- «My Heaven is Your Hell» (2004)
- «Hard Rock Hallelujah» (2006) #59 UK (downloads only)
- «Who's Your Daddy» (2006)
- «It Snows In Hell» (2006)
- «Would You Love a Monsterman 2006 version» (2006)
- «They Only Come Out At Night» (2007)
- «Beast Loose In Paradise» (2008)
- «Bite It Like a Bulldog» (2008)
- «Deadache» (2008)
- «This is Heavy Metal» (2010)
- «Rock Police» (2010)
- «The Riff» (2013)

### Відеокліпи
- «Would You Love a Monsterman?» (Directed by Pete Riski) (2002)  [Архівовано 22 березня 2007 у Wayback Machine.]
- «Devil is a Loser» (Directed by Pete Riski) (2003)  [Архівовано 22 березня 2007 у Wayback Machine.]
- «Blood Red Sandman» (Directed by Pete Riski) (2004)  [Архівовано 20 квітня 2007 у Wayback Machine.]
- «Hard Rock Hallelujah» (winning song of Eurovision 2006) (2006)(Directed by Pete Riski)  [Архівовано 20 травня 2008 у Wayback Machine.]
- «It Snows In Hell» (2006)
- «Whos Your Daddy?» (2006)
- «Bite It Like a Bulldog» (2008)
- «This is Heavy Metal» (2010)
- «The Riff» (2013)

### Кінематограф
- The Kin (2004)
- Dark Floors (2008)